# Uwe Zisser
Uwe Zisser (* 16. März 1968 in Linz, Oberösterreich) ist ein ehemaliger österreichischer Tennisspieler aus Salzburg.

## Karriere
Uwe Zisser begann im Alter von sechs Jahren mit dem Tennisspielen und stellte sich sehr früh als eines der größten Nachwuchstalente in Österreich heraus. Im Alter von zehn bis 14 Jahren holte er sich neben allen Salzburger Landesmeistertitel auch alle österreichischen Staatsmeistertitel der Jugendmeisterschaften. 1986 begann er seine Profikarriere. Auf der ATP Challenger Tour spielte er zweimal: 1986 scheiterte er in Wien an Brad Drewett und 1988 in Graz an Jörg Müller, beide Male in der ersten Runde. Durch eine schwerwiegende Verletzung am linken Handgelenk musste er seine Profikarriere jedoch frühzeitig beenden, spielte aber noch einige Jahre bei Meisterschaften in Europa.
Seine besten Platzierungen in der ATP-Weltrangliste waren der 609. Rang im Einzel und der 590. Rang im Doppel, beides im Jahr 1987.